# Nikolai Mikluho-Maclai
Aquest autor és citat en taxonomia animal amb el nom «Miklucho-Maclay».
Nikolai Nikolàievitx Mikluho-Maclai (en rus: Николай Николаевич Миклухо-Маклай, en ucraïnès: Микола Миколайович Миклухо-Маклай), nascut el 1846 i mort el 1888, fou un etnòleg, antropòleg i biòleg ucraïno-rus.
És notable per la seva tasca a Austràlia i per la seva oposició a l'esclavatge.